# Ataque a la base militar Girasoles
La Toma del Cerro Girasoles fue un ataque perpetrado por la guerrilla de las Fuerzas Armadas Revolucionarias de Colombia - Ejército del Pueblo (FARC-EP) el 9 de enero de 1991 contra la base militar Girasoles, localizada en el cerro del mismo nombre, ubicado en la región montañosa del norte de la serranía de la Macarena, sur de Colombia, en el departamento del Meta. El ataque fue comandado por los jefes guerrillero alias 'Mono Jojoy' y alias 'Martín Sombra'.

## Antecedentes
Inteligencia militar ya había alertado al comandante de la base Girasoles con dos radiogramas alertándole sobre una posible retaliación de las FARC-EP por las operaciones que se estaban llevando a cabo en la zona. En efecto, un mes antes del ataque, el campamento madre del Secretariado en Casa verde, había sido destruido por el Ejército Nacional.
El Mono Jojoy recibió el encargo de dirigir personalmente el asalto, que sería el primer ataque importante ejecutado por el Bloque Oriental de las FARC-EP, poco operativo hasta entonces.

## Ataque
Entra la medianoche del 8 y la madrugada del miércoles 9 de enero de 1991, 200 guerrilleros del frente 26 de las FARC-EP atacaron el cerro Girasoles, jurisdicción de La Macarena (Meta), guarnecido en ese entonces por un pelotón del Batallón 21 Vargas, integrado por 36 soldados, 4 suboficiales y 1 oficial.  En ese lugar estaba emplazado un campamento móvil encargado de la seguridad de una estación repetidora de comunicaciones, utilizada para el enlace vía microondas de los batallones que operan en esa jurisdicción (La Uribe - Ministerio de Defensa). Esta es una zona totalmente montañosa y aislada, ubicada al norte de la Sierra de La Macarena. La base ocupaba una posición considerada como inexpugnable, al estar levantada sobre una cordillera rocosa de entre 200 y 300 metros de altura.
Los guerrilleros atacaron el campamento móvil, escalando por las paredes rocosas del flanco que se consideraba inaccesible y que por lo tanto no necesitaba cobertura. Además información de reclutas infiltrados que habían estado en esa posición meses antes, le había permitido conocer a la guerrilla donde estaban los campos minados que protegían el perímetro de la base.
Inteligencia militar ya había alertado al comandante del Cerro Girasoles con dos radiogramas alertándole sobre una posible retaliación de las FARC-EP por las operaciones que se estaban llevando a cabo en la zona. Sin embargo, los asaltantes lograron la sorpresa total, al atacar por donde menos se los imaginaba el encargado de la base.
En efecto los militares reconocerían luego que “el avance fue compacto y suicida, quebrantando rápidamente la línea de defensa, que no pudo reaccionar”. Empero los soldados regulares aguantaron durante tres horas la embestida del centenar de guerrilleros, hasta que se les acabó la munición que tenían a la mano y tuvieron que rendirse. La antena de comunicaciones y la improvisada instalación militar fueron destruidas con fuego de fusilería y dinamita.

## Secuestrados y muertos
Como consecuencia del ataque fueron asesinados el cabo segundo Wilmer Miranda y el soldado Edilberto Hoyos Oliveros. Otro suboficial y 7 soldados fueron heridos. La guerrilla se apoderó de 20 fusiles, una ametralladora, un mortero, 138 granadas, dos lentes de visión nocturna, cinco radios, una antena repetidora, munición de reserva, comida y medicinas.
Los soldados, Omar Augusto López Gómez, César René Gómez Gómez, John Jairo Ladino, José Ismael Mahecha Ramírez, José Luis Mahecha Urrego, Saúl Luna Gómez, Jorge Armando Martínez Cardozo, Albeiro Plazas Pinto, John Gutiérrez Sabala, Leonardo Perilla Ávila, Rodrigo Gutiérrez Tovar, José Rey Trujillo, Nelson Ricardo López Gavilán, Humberto Raúl López Llorente, el dragoneante Dany Martínez Serrano, y el cabo segundo Rober Ordóñez Guerrero, fueron secuestrados. Días más tarde fueron entregados a la Cruz Roja.
Inmediatamente después del ataque tropas aerotransportadas del Ejército Nacional se desplazaron a la zona y en combates, que se prolongaron durante varios días, abatidos 28 guerrilleros.

## Condenas
El 20 de octubre de 2008 Helí Mejía Mendoza, alias 'Martín Sombra', fue condenado a 24 años y 7 meses de prisión por su participación en la toma de la base militar Girasoles. Un juez especializado de Villavicencio lo encontró culpable de secuestro extorsivo agravado, rebelión, homicidio múltiple agravado, tentativa de homicidio, y a pagar 855 salarios mínimos.
Alias el 'Mono Jojoy' murió en la Operación Sodoma el 22 de septiembre de 2010, tras un bombardeo a su campamento de la Fuerza de Tarea Conjunta Omega.